# Gottfried Jakob Schaller
Gottfried Jakob Schaller (auch Geoffroi Jacques Schaller; * 17. Juni 1762 in Obermodern; † 26. März 1831 in Pfaffenhoffen) war ein deutscher evangelischer Geistlicher und Schriftsteller.

## Leben
Schaller, Sohn eines Pfarrers, besuchte das Gymnasium in Buchsweiler. Anschließend konnte er durch die Unterstützung des Landgrafen von Hessen-Darmstadt von 1782 bis 1785 an der Universität Erlangen Theologie und die schönen Künste studieren. Er wurde als Nachfolger seines Vaters Pfarrer in Pfaffenhoffen. Außerdem war er von 1807 bis zu seinem Tod 1831 Präsident des Konsistoriums in Ingweiler.
Schallers schriftstellerische Tätigkeit nahm verstärkt nach der Französischen Revolution zu und war durch die politischen Ereignisse geprägt. Sein Gedichtband von 1789 zeigte Beziehungen Schallers zu den Herrscherhöfen von Hessen-Darmstadt, der Kurpfalz sowie der Mark Brandenburg auf. Das umfangreiche Œuvre umfasst unter anderem Huldigungsgesänge, Gedichte, Grabreden und Predigen.

## Publikationen (Auswahl)
- Vermischte Gedichte. Kehl 1789.
- Predigt gegen den bürgerlichen Aufruhr in einem Kriege. Straßburg 1789.
- Hoche's Todesfeier: Ein Bardengesang. Dannbach, Straßburg 1797.
- Schauenburg: Ein Bardiet. Dannbach, Straßburg 1798.
- Gesänge auf alle Dekaden und Volksfeste der Franken. 1799.
- Die Stuziade oder der Perükenkrieg. 3 Bände, Silbermann, Straßburg 1802–1804.
- Gesänge auf das Reformationsfest von 1817, Straßburg (1817?).
- Hochgesang auf das Huldigungsfest Ludwig Philipp’s I., Königs der Franken. 1830.
- Reformationsgesänge auf die Feier des Augsburgischen Glaubensbekenntnisses. 1830.

### Übersetzung
- Dionysius von Halikarnaß: Urgeschichte der Römer. Metzler, Stuttgart 1827–1838 (Griechische Prosaiker in neuen Uebersetzungen).